# 聯合國安全理事會第293號決議
聯合國安理會第292號決議於1971年5月26日獲得一致通過。決議指安理會對塞浦路斯近況感到鼓舞，並延長聯合國駐塞浦路斯維持和平部隊的駐紮時間至1971年12月15日。安理會還呼籲直接有關各方繼續保持最大克制，與維和部隊充分合作。

## 另見
- 塞浦路斯問題
- 土耳其入侵賽普勒斯
- 賽普勒斯聯合國緩衝區